# Seiyū
Seiyû (声優; seiyuu, literalment actor de veu) és un terme japonès que serveix per designar els actors i actrius de doblatge de l'anime i de la ràdio. Molts gaudeixen d'una gran popularitat al Japó.
Alguns actors i actrius tenen clubs de fans internacionals. El fenomen fan arriba al punt que aquests són capaços d'identificar una sèrie només de sentir una veu en concret. Alguns dobladors japonesos han aprofitat la seva fama per convertir-se en cantants, i molts altres s'han convertit en actors de cinema o de televisió.
Hi ha unes 130 escoles de doblatge al Japó. Les empreses de radiodifusió i les agències de talents sovint tenen també les seves pròpies escoles de doblatges. També hi ha revistes temàtiques específiques que es publiquen al Japó; la revista Animage és la que porta més anys publicant-se.
Alguns dels seiyuu populars són: Akane Ōmae (大前 茜), Akiko Yajima, Asakawa Yuu (浅川 悠), Fujimura Ayumi (藤村 歩), Hirohashi Ryō (広橋 涼), Kurata Masayo (倉田雅世), Mitsuishi Kotono (三石琴乃), Nakai Kazuya (中井和哉), Satō Rina (佐藤利奈), Shitaya Noriko (下屋則子), Tanaka Mayumi (田中真弓), Yamaguchi Kappei (山口勝平).
Les actrius japoneses de doblatge quan doblen els animes hentai són pagades més quantitat de diners que a l'anime no pornogràfic. S'oculten baix pseudònims perquè si són descobertes pels ciutadans d'Internet són subjectes a humiliació, ciberassetjament i desprestigi. Les actrius de doblatge japoneses de hentai solen tindre el perfil de ser recents graduades.